# Битамазире, Намирембе
Джеральдин Намирембе Битамазире (англ. Geraldine Namirembe Bitamazire) — угандийский ученый и политик, руководитель Института менеджмента Уганды, была министром образования с 1979 по 1980 год и с 2005 по 2011 год, 2001 по 2011 год — членом парламента, представляющим женщин округа Мпиги в парламенте Уганды.

## Ранняя жизнь и образование
Битамазире родилась 17 июля 1941 года в Центральном регионе Уганды. Битамазире посещала Тринити-колледж в Наббинге. В 1964 году она получила диплом в области образования в Университете Макерере. В 1967 году — степень бакалавра искусств, в 1987 году — степень магистра искусств также в Университете Макерере.

## Карьера
С 1971 по 1973 год Битамазире занимала пост директора Корпорации восточноафриканских портов, части Восточноафриканского сообщества. С 1971 по 1974 год Битамазире работала директором школы для девочек Тороро. С 1974 по 1979 год занимала должность старшего сотрудника по вопросам образования в Министерстве образования и спорта Уганды. В 1979 году была назначена министром образования и занимала эту должность до 1980 года. С 1981 по 1996 год Битамазире была заместителем председателя Комиссии по преподавательской службе Уганды. В 1999 году она была назначена государственным министром образования Уганды и проработала на этой должности до 2005 года, когда она стала министром образования и спорта. Во время национальных выборов 2011 года Битамазире потерпела поражение на предварительных выборах от Мариам Налубеги, также из политической партии «Движение национального сопротивления», в округе Бутамбала. В ходе перестановок в кабинете министров 27 мая 2011 года Битамазире была исключена из кабинета министров и заменена Джессикой Алупо.
Битамазире занимает должность канцлера Института менеджмента Уганды, государственного учреждения высшего образования, присваивающего ученые степени и имеющего аккредитацию, эквивалентную университету.

## Личная жизнь
Битамазире замужем за Альфонсом Битамазире из Народных сил обороны Уганды. Она принадлежит к политической партии «Движение национального сопротивления». Она была членом Комиссии ООН по положению женщин с 1998 по 2001 год и является одним из основателей Форума африканских женщин-педагогов.